# Pipunculus bulbistylus
Pipunculus bulbistylus är en tvåvingeart som beskrevs av Skevington 1998. Pipunculus bulbistylus ingår i släktet Pipunculus och familjen ögonflugor. Inga underarter finns listade i Catalogue of Life.